# 카타리나 블룸의 잃어버린 명예
카타리나 블룸의 잃어버린 명예(Die Verlorene Ehre Der Katharina Blum, The Lost Honor Of Katharina Blum)는 독일에서 제작된 마가레테 폰 트로타 감독의 1975년 드라마 영화이다. 하인리히 뵐의 동명의 소설을 바탕으로 제작되었다. 안젤라 인클러 등이 주연으로 출연하였다.

## 출연

### 주연
- 안젤라 인클러